# Haboob

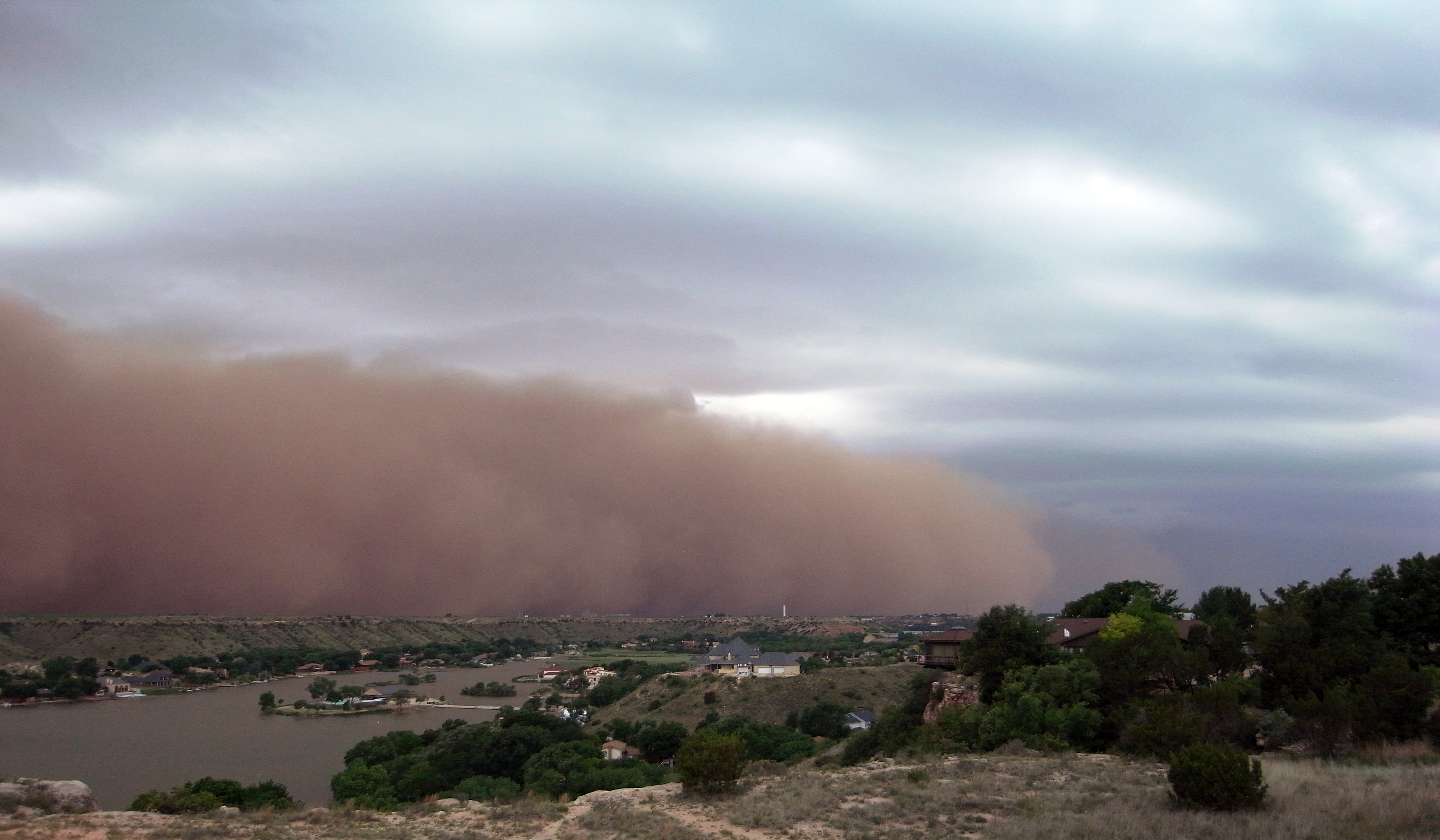
Un haboob attraversa Llano Estacado in direzione di Yellow House Canyon, in prossimità di Ransom Canyon (Texas) (18 giugno 2009)

Un haboob (dall'arabo هبوب, che include la radice del verbo "soffiare"
) è una tempesta di polvere e di sabbia, molto intensa, scatenata dai temporali che investono le vaste superfici desertiche del Sahara e del Medio Oriente (Penisola Arabica, regioni aride dell'Iraq, Kuwait e Sudan).
Il fenomeno si verifica principalmente nella zona compresa fra il Lago Ciad e il Sudan nord-orientale, nel periodo estivo, anche se il termine è utilizzato per descrivere fenomeni analoghi in altre aree desertiche o secche nel resto del mondo, per esempio in Australia, Messico e Stati Uniti.
L'haboob rappresenta un fenomeno ibrido fra l'attività idrometeorica e quella litometeorica, scarsamente influenzato dalle condizioni locali.
La sua durata varia da 10 a circa 30 minuti, ma eccezionalmente può raggiungere l'ora.